# 伊勢正義
伊勢 正義（いせ まさよし、1907年2月28日 - 1985年11月18日）は、日本の洋画家。
秋田県鹿角郡小坂町出身。1931年東京美術学校西洋画科卒。藤島武二に師事した。1933年の第20回光風会展でK夫人賞を受け、1934年に光風会会員となった。1934年の第15回帝展に出品した「カルトン」が初入選した。1935年の第22回光風会展で初の光風特賞を受賞した。同年、第二部会展で特選、文化賞を受賞した。
1936年に猪熊弦一郎などとともに新制作派協会（後の新制作協会）を結成した。その後は、同協会の中心会員として活躍した。
1936年ベルリンオリンピックの芸術競技の絵画種目に「フットボール」という作品を出品した。
晩年は、アラブやアフリカの生活を題材とした作品を制作していた。